# (7542) Johnpond
(7542) Johnpond ist ein Asteroid des inneren Hauptgürtels, der am 7. April 1953 vom deutschen Astronomen Karl Wilhelm Reinmuth an der Landessternwarte Heidelberg-Königstuhl (IAU-Code 024)  auf dem Westgipfel des Königstuhls bei Heidelberg entdeckt wurde.
Der Asteroid wurde am 6. August 2009 zu Ehren des englischen Astronomen John Pond (1767–1836) benannt, der ab 1811 Direktor des Greenwich-Observatoriums und damit der (sechste) Königliche Astronom (Astronomer Royal) war. 1823 wurde ihm die Copley Medal verliehen.